# Janusz Kowalski (architekt)
Janusz Kowalski (ur. 8 sierpnia 1925 w Zamościu, zm. 16 lutego 2017) – polski architekt, dziennikarz i regionalista, urbanista, nauczyciel akademicki Politechniki Gdańskiej, wieloletni działacz Zrzeszenia Kaszubsko-Pomorskiego. 

## Życiorys
Był synem Stanisława (zm. 1948), notariusza, po II wojnie światowej skierowanego do pracy w Gdańsku. Matka Halina Kowalska (zm. 1971) prowadziła prywatną wypożyczalnię książek — w latach 1944–1945 w Lubartowie, a następnie w Gdańsku-Wrzeszczu; pod koniec życia Haliny Kowalskiej prowadzenie wypożyczalni przejęła jej przyszła synowa Anna. 
Studiował na Wydziale Architektury Politechniki Warszawskiej, a następnie na Wydziale Architektury Politechniki Gdańskiej. W 1962 uzyskał stopień doktora. Był redaktorem działu architektury oraz redaktorem technicznym miesięcznika naukowo-technicznego „Politechnika” ukazującego się w Warszawie, a następnie redaktorem naczelnym gdańskiego dwutygodnika „Głos Politechniki Gdańskiej”. W latach 1957–1958 piastował funkcję redaktora naczelnego gdańskiego dwutygodnika „Uwaga”. Od 1954 związany był również jako współpracownik i publicysta z gdańską prasą codzienną w tym między innymi z „Dziennikiem Bałtyckim”, „Głosem Wybrzeża” i „Kontrastami”. Współpracował również z dwutygodnikiem „Kaszebe”, „Biuletynem Zrzeszenia Kaszubsko–Pomorskiego” oraz miesięcznikiem „Pomerania”. W latach 1963–1968 był członkiem rady programowej miesięcznika „Architektura”, zaś w latach 1970–1988 członkiem kolegium redakcyjnego „Gdańskiego Rocznika Kulturalnego”. W latach 1975–1993 był redaktorem działu architektury „Zeszytów Naukowych Politechniki Gdańskiej”. 
Kowalski był założycielem, pierwszym prezesem, a następnie prezesem honorowym Klubu Turystycznego ZKP Wanożnik i inicjatorem Spływów Kajakowych "Śladami Remusa". W 1956 na łamach „Kontrastów” jako pierwszy apelował o utworzenie w Gdańsku – uniwersytetu, zaś w 1966 wygłosił opracowany wspólnie z prof. Henrykiem Niewiadomskim referat z wnioskiem o powołanie Uniwersytetu Gdańskiego na seminarium Komitetu Przestrzennego Zagospodarowania Kraju Polskiej Akademii Nauk. Doktor Kowalski był również autorem licznych publikacji podejmujących problematykę modernizacji układu komunikacyjnego Trójmiasta, w tym między innymi potrzeby odbudowy linii kolejowej Wrzeszcz–Kokoszki (realizowanej jako Pomorska Kolej Metropolitalna). W 2013 brał udział w uroczystości wbudowania kamienia węgielnego pod budową Pomorskiej Kolei Metropolitalnej, zaś w 2015 w jej uroczystej inauguracji.
Został pochowany na Cmentarzu Srebrzysko w Gdańsku (rejon II, taras II, grób 2a/1).

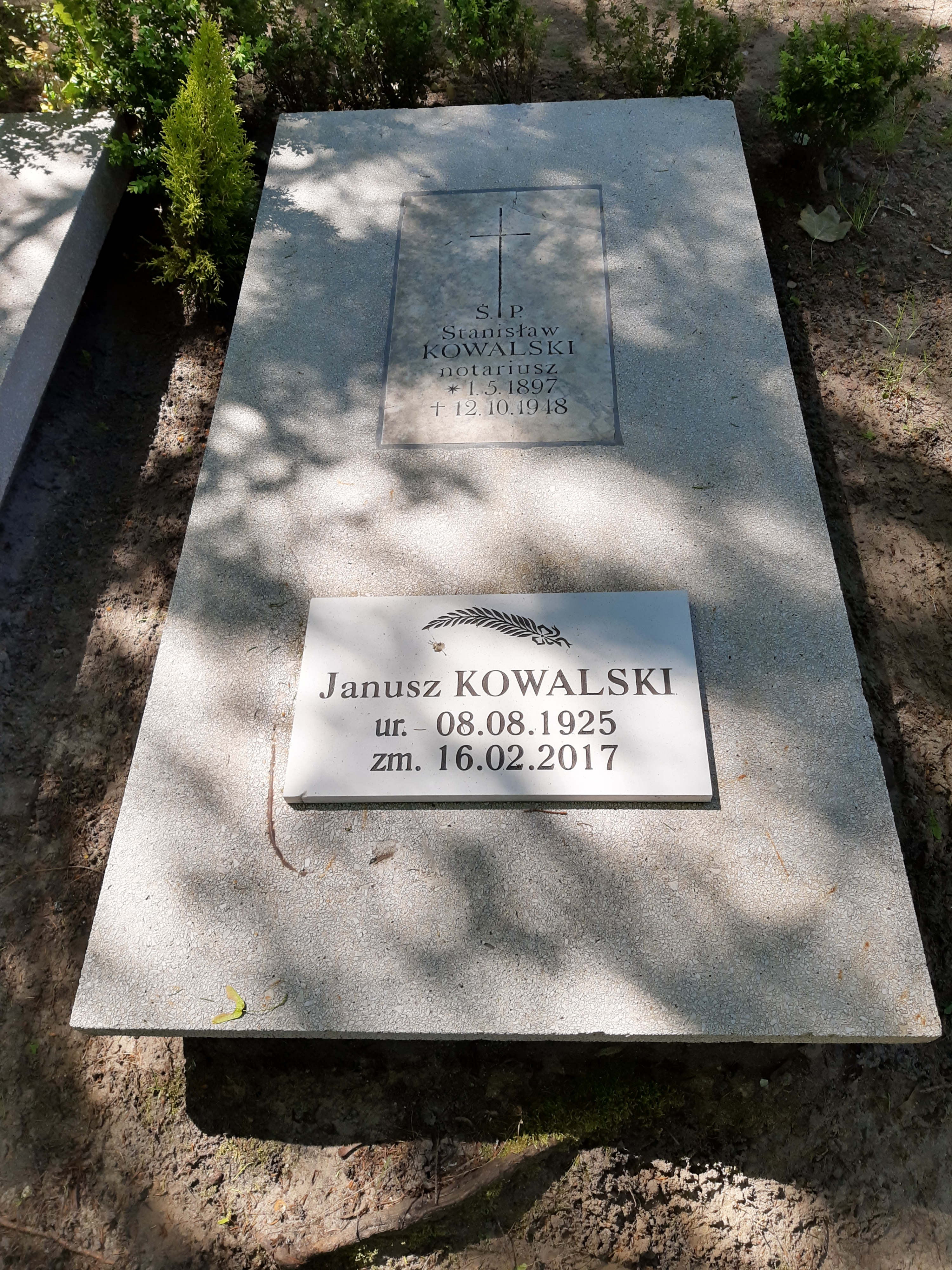
Grób Janusza Kowalskiego na Cmentarzu Srebrzysko

## Wybrane odznaczenia
- Krzyż Kawalerski Orderu Odrodzenia Polski (1985)[1],
- Medal 40-lecia Polski Ludowej (1984)[1],
- Srebrna tabakiera Abrahama (2000)[2][1],
- Medal Stolema (2001)[1],
- Odznaka „Zasłużony Działacz Kultury” (1964)[1]